# Niels Petersen Vogt
 Der er for få eller ingen kildehenvisninger i denne artikel, hvilket er et problem. Du kan hjælpe ved at angive troværdige kilder til de påstande, som fremføres i artiklen.

Niels Petersen Vogt (15. april 1817, Kristiania – 8. november 1894) var en norsk statsråd, brodersøn af Jørgen Herman Vogt, far til publicisten Nils Vogt og diplomaten Benjamin Vogt.
Vogt blev student 1835, candidata juris 1839, hvorefter han ansattes i Justitsdepartementet, hvor han 1847 blev ekspeditionssekretær. Mellem 1850—60 var han amtmand i Søndre Bergenhus Amt, 1860—71 stiftamtmand i Kristiansands Stift og amtmand i Lister og Mandals Amt samt repræsenterede Bergen på stortingene 1857 og 1858 og Kristiansand på samtlige ting mellem 1862—71, hvor han i længere tid var præsident i Lagtinget og under en session stortingspræsident.
Han var medlem af unionskomiteen af 1865 og i den senere tid dennes ordfører fra norsk side. 1871 indtrådte han i regeringen som chef for Indredepartementet, hvilket han den hele tid — fraregnet Stockholms-opholdene — bestyrede, indtil han efter rigsrettens dom 1884 fratrådte. Han udnævntes derefter til amtmand i Buskerud, fra hvilken stilling han 1890 aftrådte. Han har deltaget i udgivelsen af nogle bind af den Vogt-Arntzen’ske lovsamling, og et af ham udarbejdet forslag om udskiftning af jordfællesskab ligger til grund for udskiftningsloven af 12. oktober 1857.